# Distrito Escolar Independiente de Spring Branch

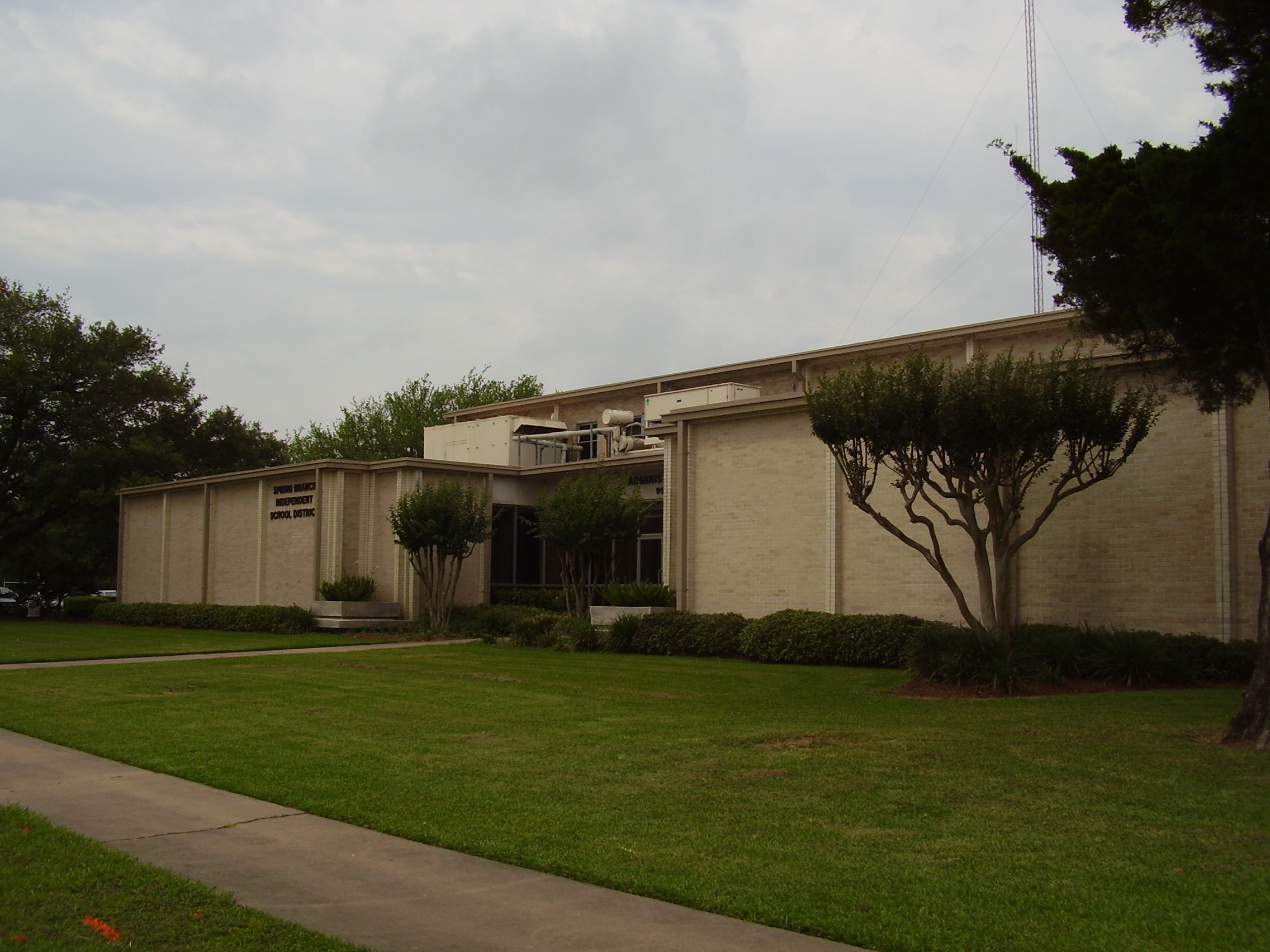
La sede del SBISD.

El Distrito Escolar Independiente de Spring Branch (Spring Branch Independent School District, SBISD en inglés) es el distrito escolar en Texas, Estados Unidos. El distrito gestiona escuelas en Houston (Spring Branch y Memorial), Bunker Hill Village, Hedwig Village, Hunters Creek Village, Piney Point Village, Hilshire Village, y Spring Valley Village.
Los estudiantes al norte de Interstate 10 son mayoría hispana y de bajos a medios ingresos. Los estudiantes al sur de Interstate 10 son mayoría blanca y de medios a altos ingresos.

## Escuelas

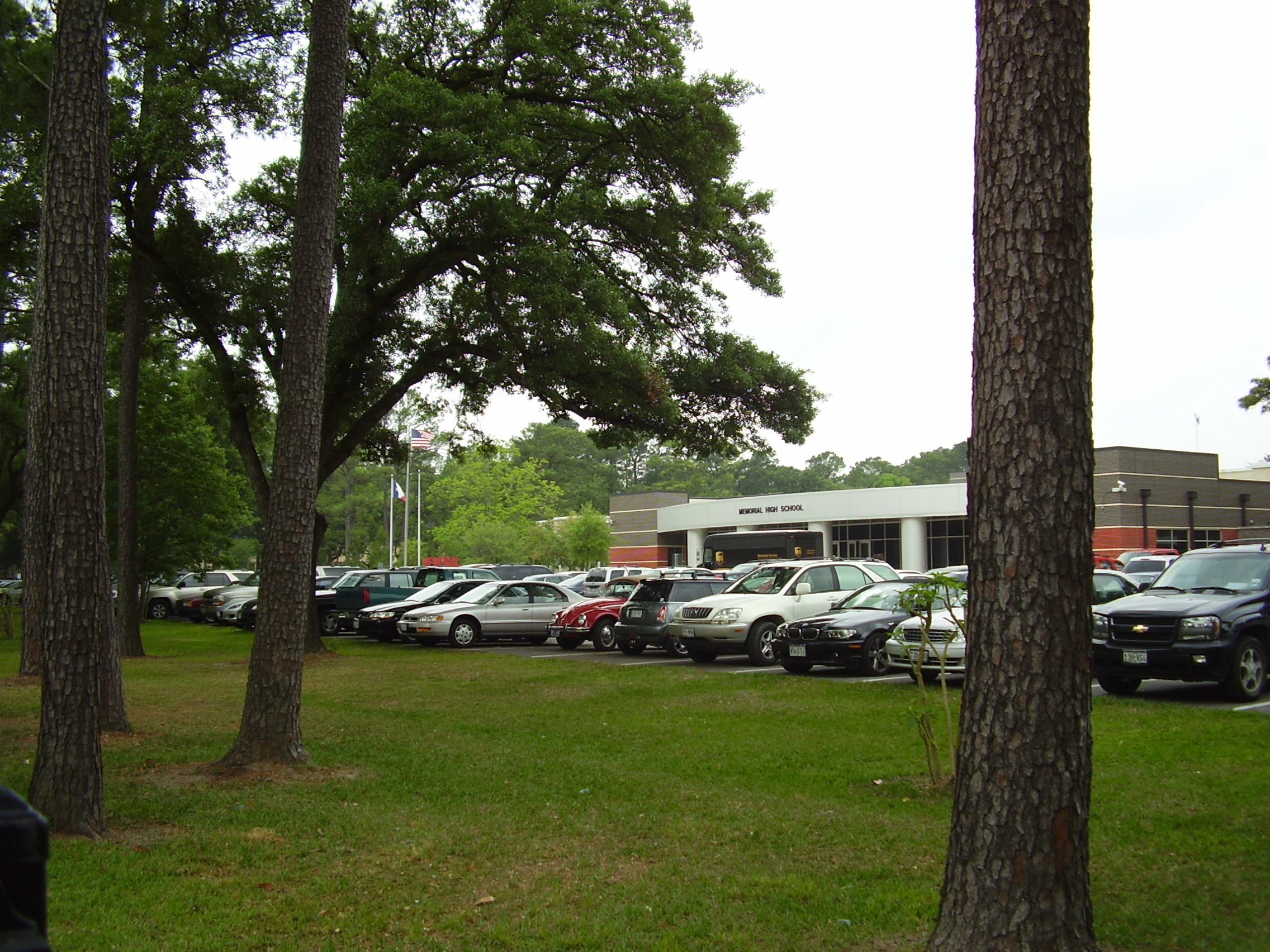
Escuela Secundaria Memorial (Hedwig Village)

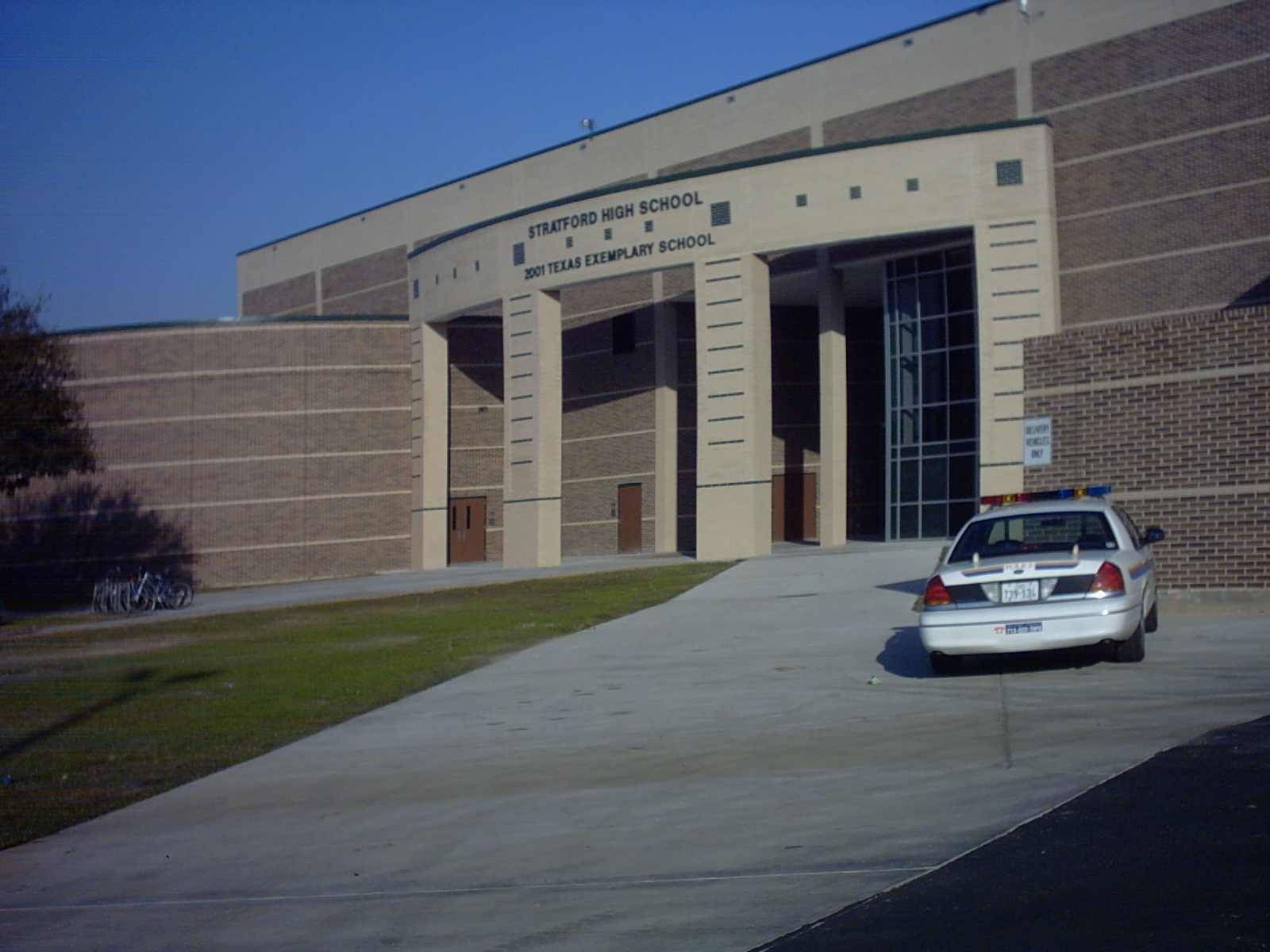
Escuela Secundaria Stratford (Houston)

### Escuelas secundarias
del barrio
- Escuela Secundaria Memorial (Memorial High School)
- Escuela Secundaria Northbrook (Northbrook High School)
- Escuela Secundaria Spring Woods (Spring Woods High School)
- Escuela Secundaria Stratford (Stratford High School)

alternativas
- Academia de Elección Spring Branch (Spring Branch Education Center)
- Academia para Estudios Internacionales Westchester (Westchester Academy for International Studies)
- Centro para Excelencia Guthrie (Guthrie Center for Excellence)

### Escuelas intermedias
del barrio
- Escuela Intermedia Landrum
- Escuela Intermedia Memorial
- Escuela Intermedia Northbrook
- Escuela Intermedia Spring Branch
- Escuela Intermedia Spring Forest
- Escuela Intermedia Spring Oaks
- Escuela Intermedia Spring Woods

Alternativas
- Academia Cornerstone
- La Academia para Estudios Internacionales Westchester
- Programa Disciplinario de Educación Alterna (DAEP)